# Мітрень (комуна)
Мітрень, Мітрені (рум. Mitreni) — комуна у повіті Келераш в Румунії. До складу комуни входять такі села (дані про населення за 2002 рік):
- Валя-Рошіє (2469 осіб)
- Клетешть (654 особи)
- Мітрень (1775 осіб)

Комуна розташована на відстані 50 км на південний схід від Бухареста, 57 км на захід від Келераші.

## Населення
За даними перепису населення 2002 року у комуні проживали 4898 осіб.
Національний склад населення комуни:
| Національність | Кількість осіб | Відсоток |
| -------------- | -------------- | -------- |
| румуни         | 4874           | 99,5%    |
| цигани         | 22             | 0,4%     |
| угорці         | 1              | < 0,1%   |
| турки          | 1              | < 0,1%   |

Рідною мовою назвали:
| Мова      | Кількість осіб | Відсоток |
| --------- | -------------- | -------- |
| румунська | 4897           | > 99,9%  |
| угорська  | 1              | < 0,1%   |

Склад населення комуни за віросповіданням:
| Релігія       | Кількість осіб | Відсоток |
| ------------- | -------------- | -------- |
| православні   | 4885           | 99,7%    |
| старообрядці  | 7              | 0,1%     |
| адвентисти    | 3              | 0,1%     |
| п'ятдесятники | 1              | < 0,1%   |
| баптисти      | 1              | < 0,1%   |
| мусульмани    | 1              | < 0,1%   |